# Josef Augusta (paléontologue)
Pour les articles homonymes, voir Josef Augusta et Augusta.
Josef Augusta, né le 17 mars 1903 à Boskowitz en margraviat de Moravie et mort le 4 février 1968 à Prague, est un paléontologue, géologue et vulgarisateur scientifique tchécoslovaque. 

## Biographie
De 1921 à 1925, Augusta a étudié à l'université Masaryk de Brno. Entre 1933 et 1968, il a occupé le poste de conférencier, professeur et doyen à l'université Charles de Prague. En plus de ses ouvrages scientifiques (environ 120 publications), Augusta a rédigé une vingtaine d'ouvrages de vulgarisation sur la paléontologie destinés principalement à la jeunesse. Son nom est surtout connu pour son association avec le peintre tchèque Zdeněk  Burian pour les reconstitutions de la flore et de la faune fossile. 